# Sauver la planète Terre
Sauver la planète Terre : l'Écologie et l'Esprit Humain (également appelé Urgence planète Terre, l’esprit humain face à la crise écologique dans l'édition de 2007 et Earth in the Balance : Ecology and the Human Spirit en titre original) est un livre publié en 1992 par Al Gore. Le livre est devenu un best-seller dans plusieurs pays. 
Cet ouvrage inclut un « plan Marshall Global » pour traiter des problèmes de l'environnement.